# はりけ〜んず
はりけ〜んずは、吉本興業に所属する日本のお笑いコンビ。1990年8月結成。THE SECOND 〜漫才トーナメント〜2025ファイナリスト。

## メンバー
前田 登（まえだ のぼる、1970年6月4日 -（55歳））ボケ担当。
大阪府大阪市東住吉区出身。

新井 義幸（あらい よしゆき、1971年1月7日 -（54歳））ツッコミ担当。
京都府京都市右京区西京極出身。

## 略歴・エピソード
1988年3月、心斎橋筋2丁目劇場の素人オーディションに合格した前田と嶋地博によるコンビとして3月28日に初舞台（この日は島田珠代も初舞台を踏んでいる）。当時はダウンタウンの人気で大ブームだった2丁目劇場のレギュラーとなるも早々と解散、前田は東京に進出する。
嶋地へ代わる相方を探していた前田はアルバイト先の喫茶店で新井と知り合い、当時は俳優を目指していた新井を口説き落とし1990年に結成。コンビ名は大阪時代と同じく「はりけ～んず」とした（厳密には新井は2代目メンバーとなる）。その後は銀座7丁目劇場からルミネtheよしもとまで東京の劇場に出演し続けている。
コンビ名は、前田が新日本プロレスのファンであることから1985年にスーパー・ストロング・マシン、ヒロ斎藤、高野俊二が結成したユニット「カルガリーハリケーンズ」が由来。
渋谷公園通り劇場と銀座7丁目劇場が相次いで閉館した際に吉本から前説の仕事を貰い、島田紳助にかわいがられ『開運!なんでも鑑定団』『新伍&紳助のあぶない話』などの前説を担当。その後は『世界ウルルン滞在記』の前説も担当した。ある番組でゲストが遅刻して場を繋がなければならなくなり、どれほど遅れるのか分からない中で90分続けてのアドリブ漫才を演じたこともある。
ベテランと称しても過言でない芸歴を誇る2人だが、「永遠の若手」として活躍中。近年はM-1グランプリやR-1ぐらんぷりの東京会場予選・敗者復活戦のMCとしてもおなじみで、M-1グランプリは初回2001年の時点ですでに結成11年目だったため出場できず、MCを担当している。特に2019年大会の準決勝にてミルクボーイのネタ中は衝撃を受け、完璧な構成と観客の爆笑を見て「あ、優勝するわ」と確信したらしい。
2人ともかなりのアニメオタクで、それ故にアニメ情報番組関連の仕事が多い。特に前田は普段からアニメキャラクターのTシャツを着たり、多数のフィギュアを所持していたり、自ら声優オーディションを受けて声優デビューするほど筋金入りで、それが高じてか漫画『おんたま!』の原作者も務めた。初めて声優と関わり、初めてラジオを一緒にやったのは川上とも子で稀に「川上とも子のうさぎのみみたぶ」に宣伝絡みでゲスト出演していた。近年は前田のアニメ声優ネタオンリーの単独ライブも開催し、アニメオタク漫才師として着実にその地位を上げている。
芸風は主に漫才で、アニメ関係よりも毒舌を中心とした漫才を得意とする。アニメ関連のボケを入れる時もあるが、客層によっては一切ウケない。ネタのウケ具合は差が激しく他の芸人がスベりまくった年配層の客相手に大ウケすることもあれば、ボケた直後に空調の音すら聞こえるほどスベり後輩からもネタにされることがある。
新井は強面をイジられることも多い。ネタでは前田から「タッチの原田くんみたいな顔しやがって」とツッコまれ、後輩の西田幸治（笑い飯）に「新井さんは凄く優しい人だけど、顔だけで言ったら白竜さんみたいに怖い」と評されたり、前田の友人であるやまけんには「殺人者みたいなツラ」とイジられている。
2011年、第1回THE MANZAIに出場し認定漫才師50組に選出される。審査委員長の予定だった紳助から「はりけ～んずが50組に残っていてビックリでしたよ。売れることをあきらめていたようなアイツらが、本気の目になってオレのところに挨拶に来たんですよ」「こういうやつらが1組でも2組でも決勝まで上がってきて欲しいんです」と賛辞を贈られた。
2013年9月22日、東京・浅草花月で15年ぶりの単独ライブ「再燃～15年ぶりの単独～」を開催。
2023年、結成16年以上のグループに限り出場権を得る『THE SECOND 〜漫才トーナメント〜』へ参戦するも、選考会で敗退した。2025年の大会では選考会を突破し、タナからイケダとヘンダーソンを制し、グランプリファイナルへの進出を決めた。グランプリファイナル初戦ではマシンガンズに勝利し準決勝に駒を進めるも、準決勝の相手であるツートライブに敗北した。
2025年7月8日、前説を32年間務めていた『開運!なんでも鑑定団』に初のゲスト出演。前田の所有するロレックスの時計を鑑定した。

## 出囃子
ウルフルズ「バカサバイバー」

## 出演番組

### テレビ
- DABO銀（テレビ朝日）
- 急性吉本炎（TBS）
- やりすぎコージー（テレビ東京）劇場番長、M-1グランプリにギリギリ出られなかった男たちとして登場
- アキハバラ情報局（アニマックス）
- Dream Factory（キッズステーション）
- ゼベック・オンライン（TOKYO MX、2004年12月13日）
- 清水圭のええで〜!あおもり（青森放送、半年に1回放送）
- 爆笑オンエアバトル（NHK総合）戦績0勝1敗、最高317KB
- M-1グランプリ 敗者復活戦（スカイ・A sports+）MCとして出演
- お笑い実力刃（テレビ朝日、2021年12月9日）番組内コーナー「伊達オトコ」に登場

### テレビドラマ
- 藤子・F・不二雄 SF短編ドラマ シーズン3「分岐点」（NHK BSプレミアム4K、2025年3月27日〈予定〉）[8]

### ラジオ
- 声優グラッチェ（ラジオ関西）

### アニメ
- ねとらん者 THE MOVIE #1 ネットのすみでブログと叫ぶ（OVA） - うにゅう 役（新井）、チュンチュン 役（前田）
- おねがいマイメロディ（テレビ大阪）
- ゲゲゲの鬼太郎第5作第11回「おばけ漫才」（フジテレビ、2007年6月10日） - ゲスト出演：山田 役（前田）、田中 役（新井）